# Església de Santa Anna (Varsòvia)
L'Església de Santa Anna (polonès: Kosciół sw. Anny) és una església del centre històric de Varsòvia, Polònia, contigua a la plaça del castell, a Krakowskie Przedmieście 68. És una de les esglésies més importants de Polònia amb façana neoclàssica. L'església es troba entre els edificis més antics de Varsòvia. Amb el pas del temps, ha viscut moltes reconstruccions, que han resultat en la seva aparença actual, sense canvis des del 1788. Actualment és la principal parròquia de la comunitat acadèmica de Varsòvia.

## Història
El 1454 la duquessa de Masòvia Anna Fiodorowna (en alguns llibres vells anomenada Holszanska), procedent d'una principesca casa de Rutènia va fundar aquesta església amb un claustre pels frares Franciscans (Orde de Framenors).
La plaça davant de l'església era un lloc d'homenatges solemnes als monarques polonesos pels Reis de Prússia (el primer el 1578, l'últim el 1621). El 1582 una esvelta torre va ser afegida a l'església. Un temps més tard va ser inclosa a la muralla i incorporada a les fortificacions de la ciutat.

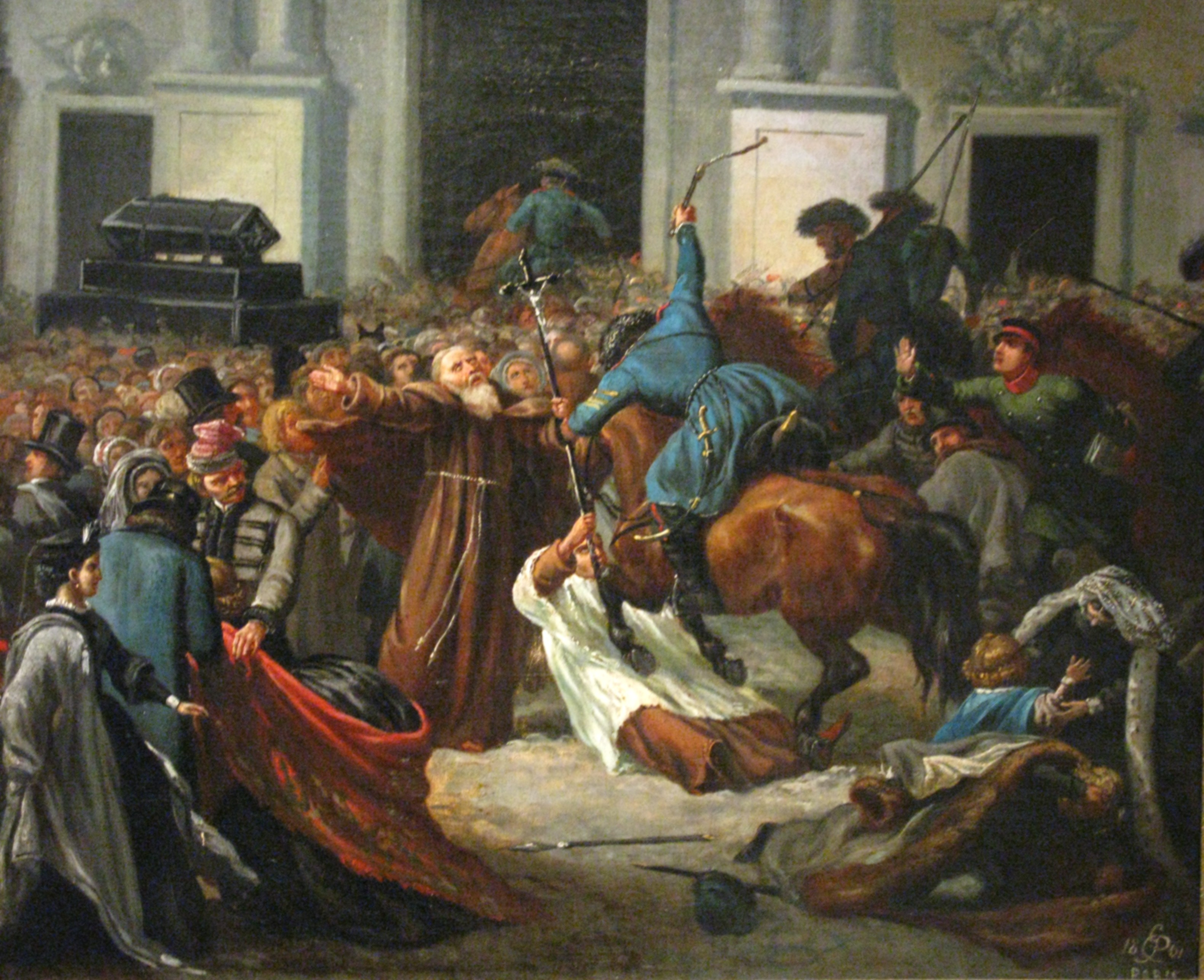
Una manifestació patriòtica davant de Santa Anna, el 27 de febrer de 1861, que va acabar amb vessament de sang.

L'església de Santa Anna va ser reconstruïda diverses vegades el 1603, el 1634, el 1636 i el 1667 (va ser fortament danyada durant el setge de Varsòvia i saquejada per tropes sueques i alemanyes a la dècada de 1650). Entre el 1740 i el 1760 la façana va ser reconstruïda en estil rococó segons el disseny de Jakub Fontana i decorada amb dos campanars de filigrana. Les parets i els sostres de volta semicircular de l'església, dividits en vans, estaven decorats aleshores amb pintures profuses en perspectiva, mitjançant tècniques il·lusòries i representant escenes de la vida de Santa Anna. També es va decorar d'aquesta manera una capella de Sant Ładysław. Totes les pintures eren del frare Walenty Żebrowski.
L'església va ser reconstruïda per últim cop entre 1786 i 1788 per ordre del rei Stanisław August Poniatowski.
Durant la Revolta de Varsòvia de 1794, part de la revolta Kościuszko de 1794, el bisbe Józef Kossakowski, considerat traïdor de la nació, va ser executat davant de l'església (penjat amb grans aplaudiments per habitants de Varsòvia).
El sostre de l'església va ser fortament danyat en el bombardeig de 1939 i destruïda pel foc el 1944 durant la Revolta de Varsòvia però aviat es va reparar. El 1949 les parets van ser soscavades per l'excavació de la ruta de WZ i es van haver de reforçar. La restauració de tots els elements va ser empresa durant els anys 1940-70, supervisada per l'arquitecte Beata Trylińska.

## Façana i interior
La façana actual va ser construïda el 1788 en un estil típic neoclassic del regnat del rei Stanisław August Poniatowski, per Chrystian Piotr Aigner. Els escultors d'aquell temps van ser Jakub Monaldi i Franciszek Pinck, que van tallar estàtues dels Quatre Evangelistes que decoren la façana. L'interior de l'església és d'estil barroc amb diverses capelles. L'església dona una impressió aclaparadora en el visitant amb el seu interior sorprenentment ric omplert amb frescs. L'únic exemple d'una volta de diamant conservada a Varsòvia pot ser vista en el claustre davant la sagristia.

## Galeria

### Imatges històriques

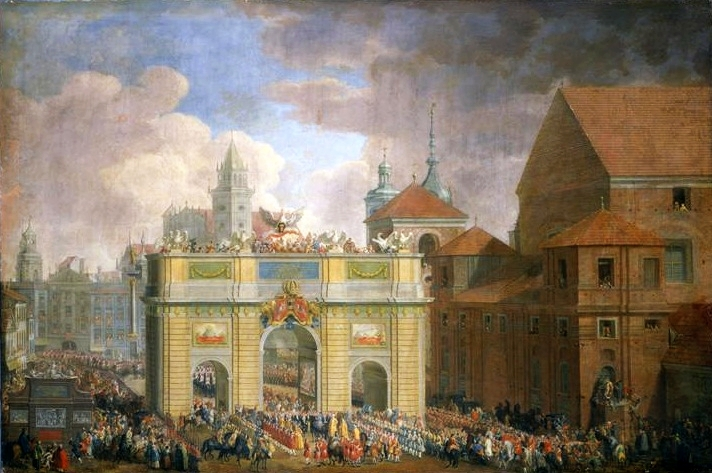
Església Sta. Anna (dreta) el 1734
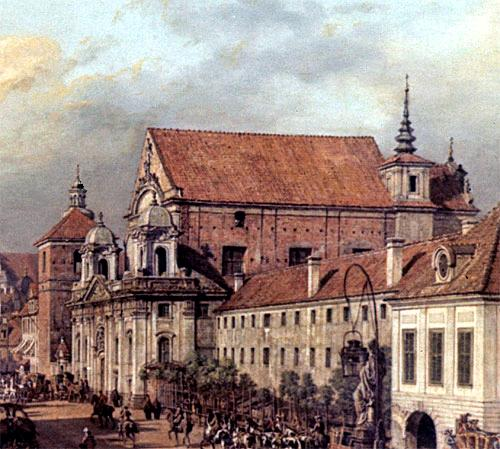
L'església per Bernardo Bellotto, 1770
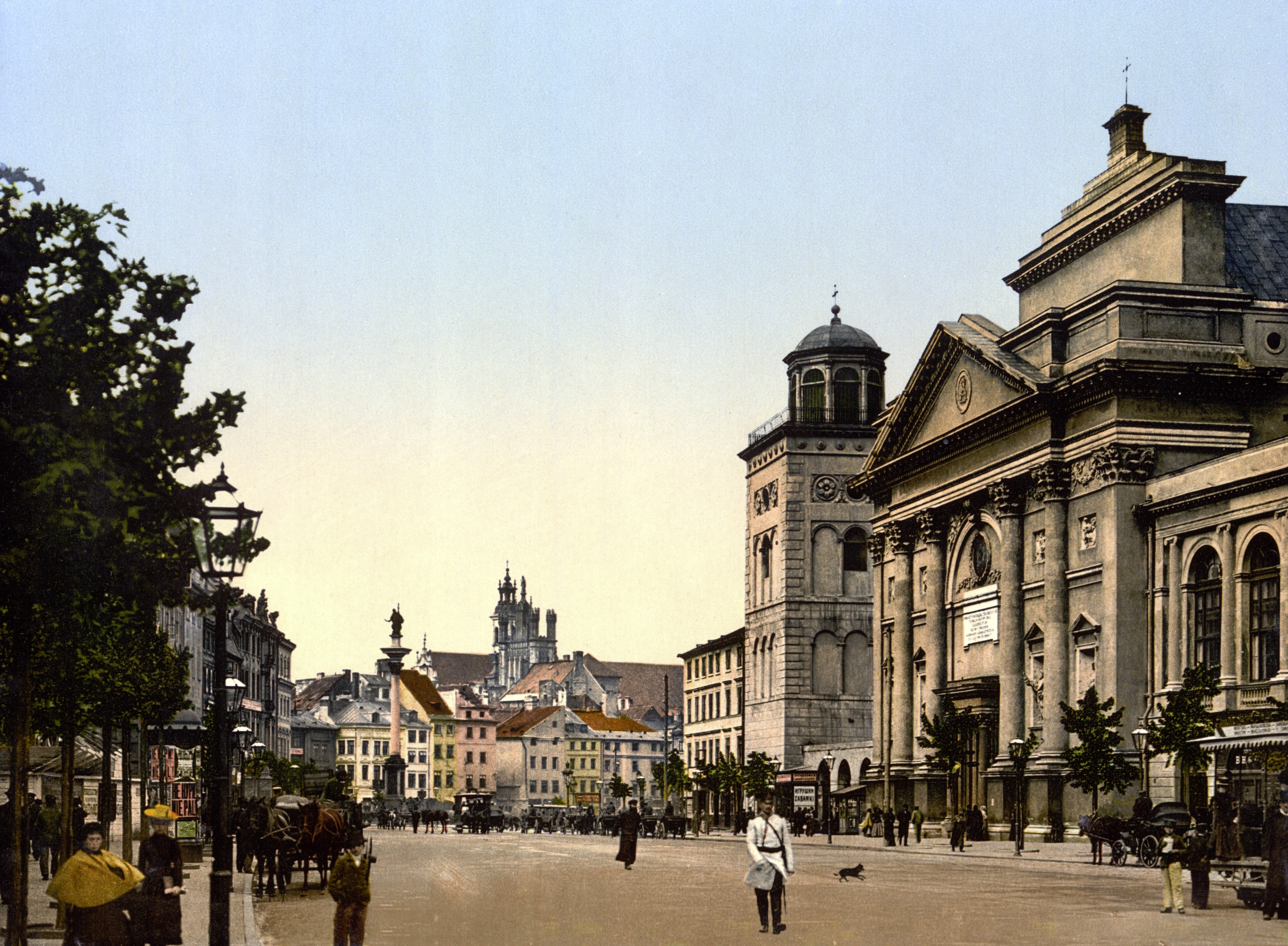
Sta. Anna al voltant de 1900

### Interior

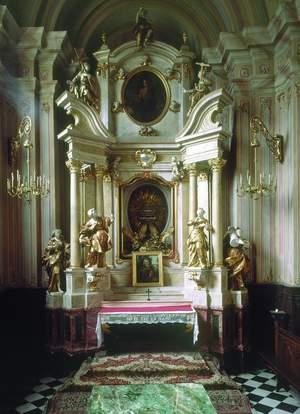
Capella Kryskich, tomba del canceller Feliks Kryski
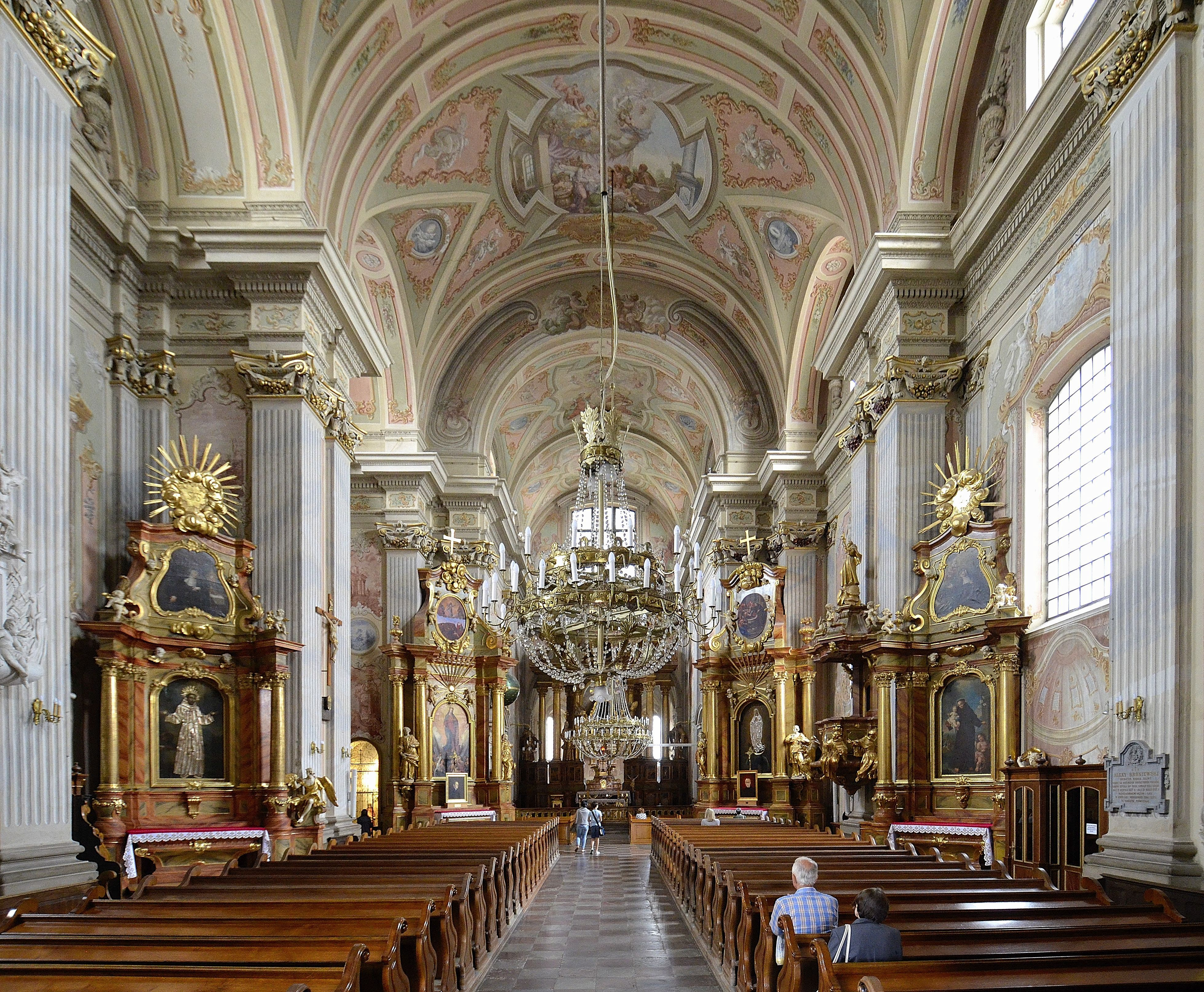
Vista general
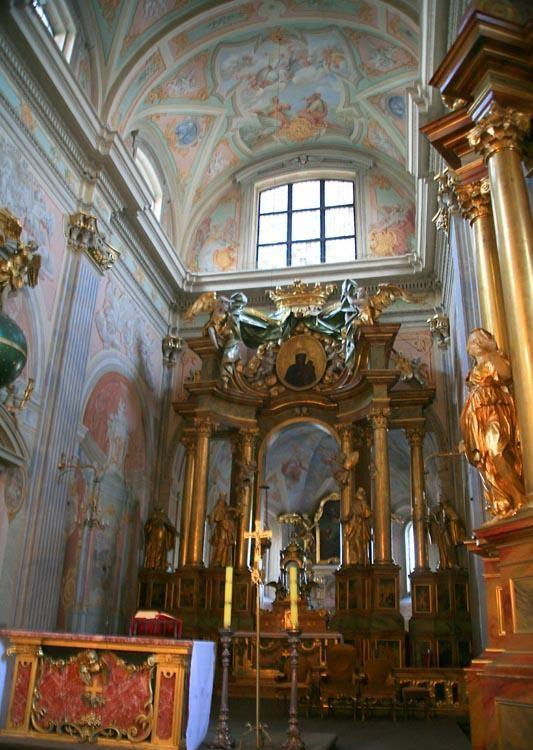
Altar principal

### Exterior

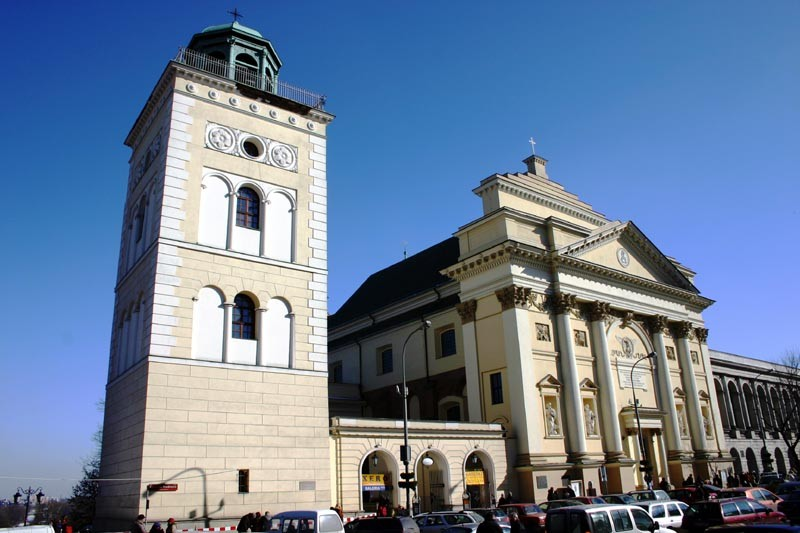
Campanar
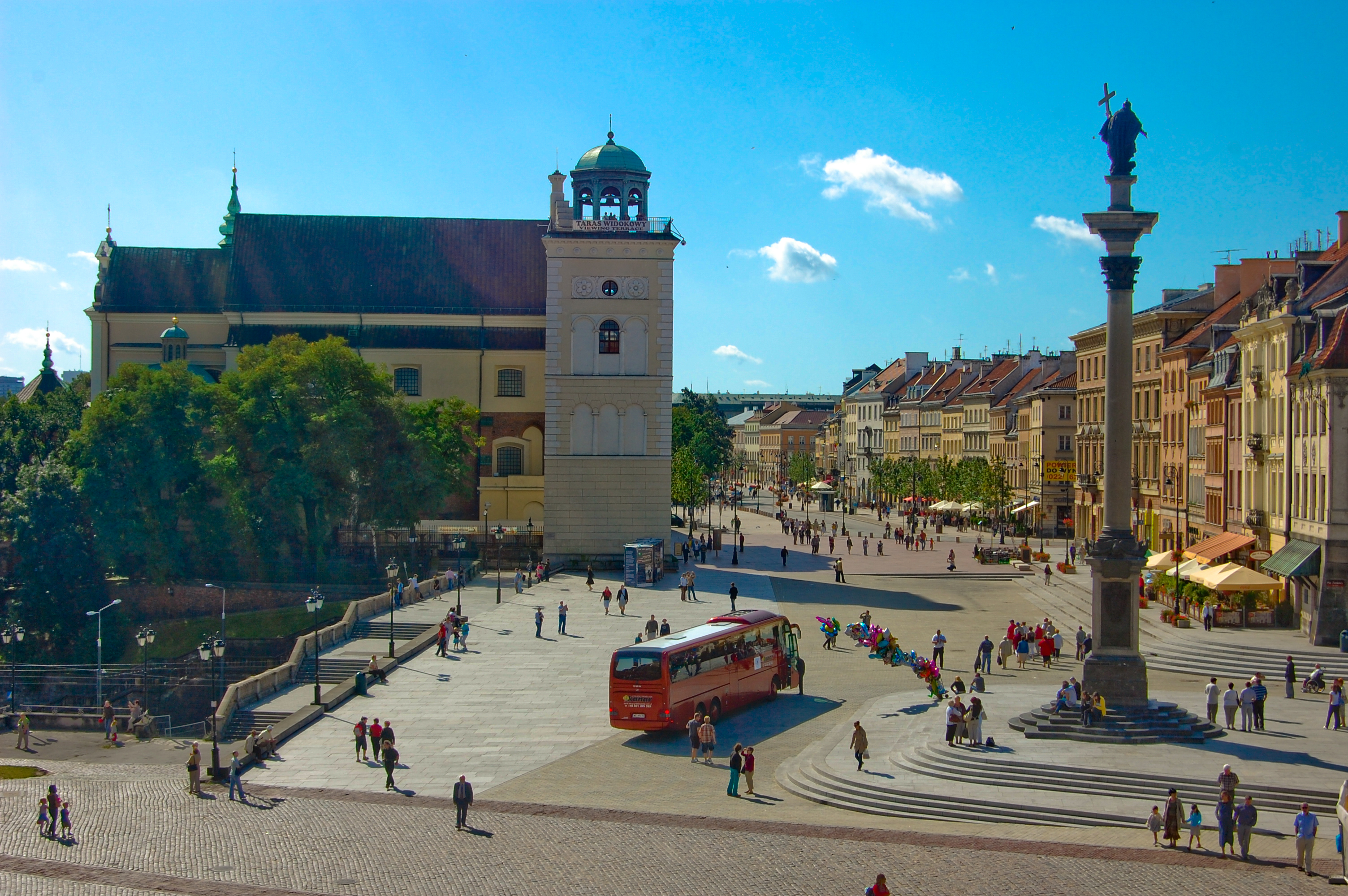
L'església vista des de la plaça del castell
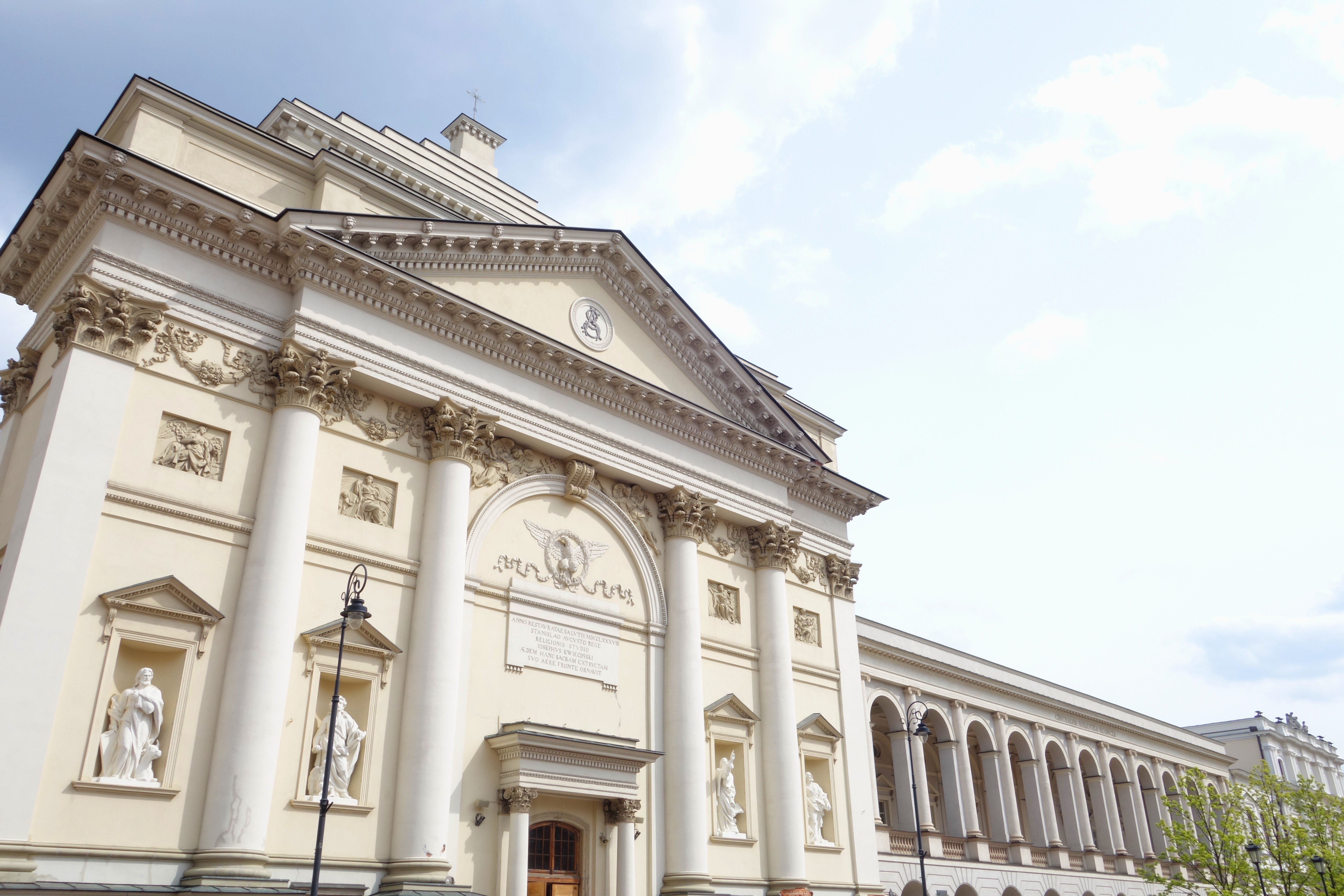
Església Santa Anna